# Termos da oração
Termos da oração são elementos gramaticais que integram as orações, que podem ser: termos essenciais, termos integrantes e termos acessórios.

## Termos essenciais
Os elementos sintáticos que pertencem aos termos essenciais são o sujeito e o predicado. São chamados essenciais, pois formam a estrutura básica das orações, é obrigatório, pelo menos, o uso de um predicado – verbo e complementos - para que exista uma oração, já o sujeito pode ser indeterminado ou até mesmo inexistente, ou seja, opcional. Exemplos:
- Os alunos estudaram para a prova

sujeito              predicado
- Bateram à porta

predicado      (sujeito indeterminado)
- Chove muito no inverno

predicado      (sujeito inexistente)

## Termos integrantes
Estes elementos gramaticais não possuem sentido completo como os essenciais, por isso eles são termos que complementam (ou integram) o significado dos termos essenciais. São classificados como termos integrantes da oração: complemento verbal, complemento nominal e agente da passiva.
O complemento verbal pode ser um objeto direto – quando o verbo for transitivo direto – e/ou um objeto indireto – quando o verbo for transitivo indireto. Exemplos:
- Os funcionários ganharam prêmios

sujeito            vtd     objeto direto
- Os professores precisam de reconhecimento

sujeito            vti          objeto indireto
- Pedro comprou um presente para Juliana

sujeito    vtdi      objeto direto  objeto indireto
O complemento nominal completa o sentido de um substantivo, adjetivo ou advérbio e precisa, necessariamente, de uma preposição ligando-as. Pode-se ter em uma oração tanto um complemento verbal, quanto um complemento nominal. Exemplos:
- As crianças têm medo de escuro

complemento nominal do substantivo medo
- O gerente agiu favoravelmente aos funcionários

complemento nominal do advérbio favoravelmente
- Maria estava preocupada com a filha

complemento nominal do adjetivo preocupada                
O agente da passiva é o termo da oração que pratica a ação quando a oração está na voz passiva. Vem sempre precedido pela preposição por ou de. 
Exemplo:
- As crianças foram criadas por Joana

agente da passiva

## Termos acessórios
São termos considerados dispensáveis, por isso o nome "acessório", porém em alguns contextos são necessários para o entendimento daquilo que é enunciado. Os termos acessórios são responsáveis por caracterizar um ser, determinar os substantivos e exprimir alguma circunstância. Os termos acessórios são adjunto adnominal, adjunto adverbial, aposto e vocativo.
- A casa verde está sendo alugada.

adjunto adnominal de casa
- Mariana morava a três quilômetros da escola

adjunto adverbial de lugar de morava
- Mariana, a melhor aluna da turma, morava a três quilômetros da escola

aposto de Mariana
- Mariana, venha estudar para a prova

vocativo